# Batna (eau minérale)
Pour les articles homonymes, voir Batna (homonymie).
L'eau minérale Batna est une marque d'eau minérale algérienne.

## Source
Elle prend sa source à Kasrou dans les montagnes des Aurès, près de la ville de Batna. Elle fait partie de l'ensemble des sources de la Wilaya de Batna.

## Histoire
Anciennement, cette eau minérale a été exploitée par les Romains. La société d'État a construit une usine pour exploiter la source. Dans les années 1990, un incendie criminel détruit les bâtiments de l'entreprise. Elle est reconstruite, puis privatisée. En 2005, le groupe industriel Salah Attia en devient propriétaire.

## Dirigeant
- Salah Attia, Président Directeur Général